# Halowe Mistrzostwa Świata w Lekkoatletyce 2016 – skok wzwyż mężczyzn
Skok wzwyż mężczyzn – jedna z konkurencji technicznych rozgrywanych podczas halowych lekkoatletycznych mistrzostw świata w Oregon Convention Center w Portlandzie.
Tytułu mistrzowskiego nie obronił Katarczyk Mutazz Isa Barszim.

## Minimum kwalifikacyjne
Aby zakwalifikować się do mistrzostw, należało wypełnić minimum kwalifikacyjne wynoszące 2,33 m (uzyskane w okresie od 1 stycznia 2015 do 7 marca 2016). Zaplanowano od razu konkurs finałowy (bez eliminacji), z udziałem około 12 zawodników (w przypadku, gdy mniej lekkoatletów z minimum zgłosi się do zawodów, kolejni mogą być zapraszani na podstawie lokat na listach światowych).

## Terminarz
| Data     | Godzina |       |
| -------- | ------- | ----- |
| 19 marca | 18:22   | Finał |

## Rekordy
W poniższej tabeli przedstawiono (według stanu przed rozpoczęciem mistrzostw) halowe rekordy świata, poszczególnych kontynentów oraz halowych mistrzostw świata
|                                                        | Zawodnik           | Wynik | Miejsce   | Data                |
| ------------------------------------------------------ | ------------------ | ----- | --------- | ------------------- |
| Halowy rekord świata                                   | Javier Sotomayor   | 2,43  | Budapeszt | 4 marca 1989(dts)   |
| Rekord halowych mistrzostw świata                      | Javier Sotomayor   | 2,43  | Budapeszt | 4 marca 1989(dts)   |
| Halowy rekord Afryki                                   | Anthony Idiata     | 2,32  | Patras    | 15 lutego 2000(dts) |
| Halowy rekord Ameryki Południowej                      | Gilmar Mayo        | 2,27  | Pireus    | 24 lutego 1999(dts) |
| Halowy rekord Ameryki Północnej, Centralnej i Karaibów | Javier Sotomayor   | 2,43  | Budapeszt | 4 marca 1989(dts)   |
| Halowy rekord Australii i Oceanii                      | Tim Forsyth        | 2,33  | Balingen  | 16 lutego 1997(dts) |
| Halowy rekord Azji                                     | Mutazz Isa Barszim | 2,41  | Athlone   | 18 lutego 2015(dts) |
| Halowy rekord Europy                                   | Carlo Thränhardt   | 2,42  | Berlin    | 26 lutego 1998(dts) |
| Halowy rekord Europy                                   | Iwan Uchow         | 2,42  | Praga     | 25 lutego 2014(dts) |

## Listy światowe
Tabela przedstawia 10 najlepszych wyników uzyskanych w sezonie halowym 2016 przed rozpoczęciem mistrzostw.
| Lp. | Zawodnik              | Wynik | Data        | Miejsce          |
| --- | --------------------- | ----- | ----------- | ---------------- |
| 1.  | Gianmarco Tamberi     | 2,38  | 13 lutego   | Hustopeče        |
| 2.  | Mutazz Isa Barszim    | 2,36  | 13 lutego   | Malmö            |
| 2.  | Chris Baker           | 2,36  | 13 lutego   | Hustopeče        |
| 4.  | Marco Fassinotti      | 2,35  | 4 lutego    | Bańska Bystrzyca |
| 5.  | Donald Thomas         | 2,33  | 4 lutego    | Bańska Bystrzyca |
| 5.  | Robert Grabarz        | 2,33  | 4 lutego    | Bańska Bystrzyca |
| 5.  | Konstandinos Baniotis | 2,33  | 13 lutego   | Pireus           |
| 8.  | Kiriakos Joanu        | 2,32  | 13 lutego   | Hustopeče        |
| 9.  | Danił Łysienko        | 2,31  | 29 stycznia | Moskwa           |
| 9.  | Eike Onnen            | 2,31  | 22 stycznia | Hanower          |
| 9.  | Jamal Wilson          | 2,31  | 12 lutego   | Linz             |

## Wyniki
| CR – rekord mistrzostw \| NR – rekord kraju \| AR – rekord kontynentu \| SB – najlepszy wynik w sezonie \| PB – rekord życiowy |

### Finał
| Poz. | Zawodnik              | Reprezentacja     | 2,20 | 2,25 | 2,29 | 2,33 | 2,36 | 2,40 | Rezultat | Uwagi |
| ---- | --------------------- | ----------------- | ---- | ---- | ---- | ---- | ---- | ---- | -------- | ----- |
| 01 ! | Gianmarco Tamberi     | Włochy            | xo   | o    | xxo  | xxo  | o    | xxx  | 2,36     |       |
| 02 ! | Robert Grabarz        | Wielka Brytania   | xo   | o    | xo   | o    | xxx  |      | 2,33     | SB    |
| 03 ! | Erik Kynard           | Stany Zjednoczone | o    | o    | o    | xo   | xxx  |      | 2,33     | SB    |
| 4.   | Mutazz Isa Barszim    | Katar             | o    | o    | o    | xx–  | x    |      | 2,29     |       |
| 5.   | Konstandinos Baniotis | Grecja            | o    | o    | xo   | xxx  |      |      | 2,29     |       |
| 6.   | Zhang Guowei          | Chiny             | o    | xo   | xo   | xxx  |      |      | 2,29     |       |
| 7.   | Andrij Procenko       | Ukraina           | o    | xxo  | xo   | xxx  |      |      | 2,29     |       |
| 8.   | Chris Baker           | Wielka Brytania   | xo   | o    | xxo  | xxx  |      |      | 2,29     |       |
| 9.   | Marco Fassinotti      | Włochy            | xo   | xo   | xxx  |      |      |      | 2,25     |       |
| 10.  | Donald Thomas         | Bahamy            | o    | xxo  | xxx  |      |      |      | 2,25     |       |
| 11.  | Jamal Wilson          | Bahamy            | o    | xxx  |      |      |      |      | 2,20     |       |
| 12.  | Ricky Robertson       | Stany Zjednoczone | xxo  | xxx  |      |      |      |      | 2,20     | SB    |